# Vacqueville
Vacqueville is een gemeente in het Franse departement Meurthe-et-Moselle (regio Grand Est) en telt 235 inwoners (2004). De plaats maakt deel uit van het arrondissement Lunéville.

## Geografie
De oppervlakte van Vacqueville bedraagt 10,0 km², de bevolkingsdichtheid is 23,5 inwoners per km².
De onderstaande kaart toont de ligging van Vacqueville met de belangrijkste infrastructuur en aangrenzende gemeenten.

## Demografie
Onderstaande figuur toont het verloop van het inwonertal (bron: INSEE-tellingen).